# Joan Bennett
Joan Bennett (Palisades Park, 27 de fevereiro de 1910 - Scarsdale, Nova Iorque, 7 de dezembro de 1990) foi uma atriz norte-americana que teve o seu auge de carreira na década de 1940.

## Vida e carreira
Vinda de uma família de atores onde despontam seu pai Richard Bennett, célebre no teatro, e a irmã Constance Bennett, estrela de Hollywood na década de 1930, Joan somente decidiu-se pela arte da representação porque o fim de seu primeiro casamento deixou-a com a filha Adrienne para cuidar. Estreou com um pequeno papel em Soberania (Power, 1928) e nos anos seguintes especializou-se em interpretar mocinhas ingênuas em uma série de filmes menores, onde o grande destaque é Quatro Irmãs (Little Women, 1933), de George Cukor. Foi seu futuro marido, o produtor cinematográfico Walter Wanger, que lhe deu uma nova persona e elevou-a ao estrelato da noite para o dia, ao transformá-la em morena para o filme Os Segredos de um Don Juan (Trade Winds, 1938), de Tay Garnett.
Morena para o resto da vida, Joan tornou-se a rainha das mulheres fatais dos filmes noir, que alcançariam enorme popularidade nas duas décadas seguintes. São notáveis as quatro películas que fez com Fritz Lang: O Homem Que Quis Matar Hitler (Man Hunt, 1941), Um Retrato de Mulher (The Woman in the Window, 1944), Almas Perversas (Scarlet Street, 1945) e O Segredo da Porta Fechada (The Secret Beyond the Door, 1947). Outros grandes momentos no período incluem Casei-me com Um Nazista (The Man I Married, 1940), de Irving Pichel, Mulher Desejada (The Woman on the Beach, 1947), de Jean Renoir e Na Teia do Destino (The Reckless Moment, 1949), de Max Ophuls. O início da década de 1950 viu Joan aparecer também em produções mais leves, como as comédias de grande sucesso O Papai da Noiva (Father of the Bride) e sua continuação, O Netinho do Papai (Father's Little Dividend), ambas dirigidas por Vincente Minnelli em 1950.
No entanto, sua carreira sofreu um revés fatal quando o marido Wanger, em crise de ciúmes, atirou em seu agente, Jennings Lang, no último dia de 1951. O escândalo que se seguiu determinou o fim do estrelato da atriz. Encontrou refúgio na TV, onde atuou em filmes, foi atriz convidada em várias séries e estrelou a telenovela gótica Dark Shadows por cinco anos (1966-1971). Sua última aparição no cinema foi na produção italiana Suspiria (Suspiria, 1976), de Dario Argento.
Joan casou-se quatro vezes, tendo se divorciado nas três primeiras ocasiões. Sua ligação mais duradoura foi com Walter Wanger, com quem se casou em 1940. Apesar do escândalo, ficaram juntos por 25 anos e tiveram dois filhos. Em 1978, uniu-se ao crítico de cinema David Wilde, com quem viveu até seu falecimento, em 1990, de causas naturais. Foi sepultada no Pleasant View Cemetery, Connecticut no Estados Unidos.

## Filmografia
Todos os títulos em português referem-se a exibições no Brasil.
| - 1928 Soberania (Power) - 1929 A Divina Dama (The Divine Lady) - 1929 Amante de Emoções (Bulldog Drummond) - 1929 O Galã (Mississippi Gambler) - 1929 Disraeli (Disraeli) - 1929 Maybe It's Love - 1929 Three Live Ghosts - 1930 Moby Dick (Moby Dick) - 1930 Bancando o Lorde (Puttin' on the Ritz) - 1930 Crazy That Way - 1930 Um Caso Singular (Scotland Yard) - 1931 O Preço da Aventura (Hush Money) - 1931 Casadinhos (Many a Slip) - 1931 Esposas de Médicos (Doctor's Wives) - 1932 Eu e Minha Garota (Me and My Gal) - 1932 The Trial of Vivienne Ware - 1932 Ela Queria um Milionário (She Wanted a Millionaire) - 1932 Entre Dois Fogos (Week Ends Only) - 1932 Mulheres e Aparências (Careless Lady) - 1932 Mulher Indomável (Wild Girl) - 1933 Quatro Irmãs (Little Women) - 1933 Arizona to Broadway - 1934 Direito à Felicidade (The Pursuit of Happiness) - 1935 Mississippi (Mississippi) - 1935 Mundos Íntimos (Private Worlds) - 1935 O Cupido e a Secretária (Two for Tonight) - 1935 A Dança dos Ricos (She Couldn't Take It) - 1935 O Homem Que Desbancou Monte Carlo (The Man Who Broke the Bank at Monte Carlo) - 1935 O Homem Que Reclamou a Cabeça (The Man Who Reclaimed His Head) - 1936 Quase Casados (Wedding Present) - 1936 Dois Entre Mil (Two in a Crowd) - 1936 Treze Horas no Ar (Thirteen Hours by Air) - 1936 Olhos Castanhos (Big Brown Eyes) - 1937 Vogas de Nova York (Vogues of 1938) - 1938 No Turbilhão Parisiense ( Artists and Models Abroad) - 1938 Tinha Quer Ser Tua (I Met My Love Again) - 1938 A Heroína do Texas (The Texans) - 1938 Os Segredos de um Don Juan (Trade Winds) - 1939 Criada para Amar (The Housekeeper's Daughter) | - 1939 O Máscara de Ferro (The Man in The Iron Mask) - 1940 O Filho de Monte Cristo (The Son of Monte Cristo) - 1940 Amada Por 3 (The House Across the Bay) - 1940 Inferno Verde (The Green Hell) - 1940 Casei-me com um Nazista (The Man I Married) - 1941 Vida sem Rumo (Wild Geese Coming) - 1941 Quem Casa com a Noiva? (She Knew All the Answers) - 1941 Confirme ou Desminta (Confirm or Deny) - 1941 O Homem Que Quis Matar Hitler (Man Hunt) - 1942 Um Louco Entre Loucos (The Wife Takes a Flyer) - 1942 Camas Separadas (Twin Beds) - 1942 Cuidado com as Saias (Girl Trouble) - 1943 Um Pequeno Erro (Margin for Error) - 1944 Um Retrato de Mulher (The Woman in the Window) - 1945 O Velho Aborrecido (Colonel Effinghan's Raid) - 1945 Beijos Roubados (Nob Hill) - 1945 Almas Perversas (Scarlet Street) - 1947 Mulher Desejada (Woman on the Beach) - 1947 Covardia (The Macomber Affair) - 1947 O Segredo da Porta Fechada (Secret Beyond the Door...) - 1948 Hollow Triumph - 1949 Na Teia do Destino (The Reckless Moment) - 1950 O Papai da Noiva (Father of the Bride) - 1950 Apuros de um Anjo (For Heaven's Sake) - 1950 O Netinho do Papai (Father's Little Dividend) - 1951 Seu Último Jogo (The Guy Who Came Back) - 1953 Consciência Culpada (Highway Dragnet) - 1954 Veneno de Cobra (We're No Angels) - 1955 Chamas Que Não se Apagam (There's Always Tomorrow) - 1956 Navy Wife - 1960 Ecos do Passado (Desire in the Dust) - 1970 Nas Sombras da Noite (House of Dark Shadows) - 1972 The Eyes of Charles Sand; TV - 1972 Marcha Nupcial (Gidget Gets Married) - 1976 Suspiria (Suspiria) - 1978 De Repente, O Amor (Suddenly Love); TV - 1981 This House Possessed; TV - 1982 As Guerras de um Divórcio (Divorce Wars: A Love Story); TV |